# Ronde van Spanje 2009/Vijftiende etappe
De 15e etappe in de Ronde van Spanje 2009 van Jaen naar Córdoba was een overgangsetappe na het drieluik aankomsten bergop. De finale van de etappe kende twee beklimmingen van de tweede categorie. De rit was 168 kilometer lang en het was al voor de achttiende keer dat de renners finishten in Córdoba.
De etappe werd gewonnen door de Nederlander Lars Boom, rijdend onder dienst van Rabobank. Het was zijn debuut in een grote ronde. De klassementsleider op dat moment, Alejandro Valverde, finishte in het peloton op een achterstand van 25 minuten op Boom en behield de gouden leiderstrui. Het was voor het eerst sinds Max van Heeswijk in 2005, dat een Nederlander een etappe in een grote ronde won.
Xacobeo Galicia werd de nieuwe leider in het ploegenklassement. De ploeg had immers een paar renners zitten in de kopgroep die met veel voorsprong op het peloton aankwam.

## Uitslagen
| Uitslag etappe | Uitslag etappe     | Uitslag etappe      | Uitslag etappe        | Uitslag etappe |
| rang           | renner             | land                | ploeg                 | tijd           |
| -------------- | ------------------ | ------------------- | --------------------- | -------------- |
| 1              | Lars Boom          | Vlag van Nederland  | Rabobank              | 4u 12' 56"     |
| 2              | David Herrero      | Vlag van Spanje     | Xacobeo Galicia       | + 01' 36"      |
| 3              | Dominik Roels      | Vlag van Duitsland  | Team Milram           | + 01' 44"      |
| 4              | Leonardo Duque     | Vlag van Colombia   | Cofidis               | + 02' 04"      |
| 5              | Maksim Iglinski    | Vlag van Kazachstan | Astana                | z.t.           |
| 6              | Aleksandr Kolobnev | Vlag van Rusland    | Team Saxo Bank        | z.t.           |
| 7              | Martin Velits      | Vlag van Slowakije  | Team Milram           | z.t.           |
| 8              | Serafín Martínez   | Vlag van Spanje     | Xacobeo Galicia       | z.t.           |
| 9              | Aleksandr Jefimkin | Vlag van Rusland    | AG2R-La Mondiale      | z.t.           |
| 10             | Matthieu Ladagnous | Vlag van Frankrijk  | La Française des Jeux | + 03' 23"      |

| Algemeen klassement | Algemeen klassement | Algemeen klassement       | Algemeen klassement | Algemeen klassement |
| rang                | renner              | land                      | ploeg               | tijd                |
| ------------------- | ------------------- | ------------------------- | ------------------- | ------------------- |
|                     | Alejandro Valverde  | Vlag van Spanje           | Caisse d'Epargne    | 65u 08' 50"         |
| 2                   | Robert Gesink       | Vlag van Nederland        | Rabobank            | + 31"               |
| 3                   | Samuel Sánchez      | Vlag van Spanje           | Euskaltel-Euskadi   | + 01' 10"           |
| 4                   | Ivan Basso          | Vlag van Italië           | Liquigas            | + 01' 28"           |
| 5                   | Cadel Evans         | Vlag van Australië        | Silence-Lotto       | + 01' 51"           |
| 6                   | Ezequiel Mosquera   | Vlag van Spanje           | Xacobeo Galicia     | + 01' 54"           |
| 7                   | Joaquím Rodríguez   | Vlag van Spanje           | Caisse d'Epargne    | + 05' 53"           |
| 8                   | Paolo Tiralongo     | Vlag van Italië           | Lampre              | + 06' 34"           |
| 9                   | Tom Danielson       | Vlag van Verenigde Staten | Garmin-Slipstream   | + 08' 28"           |
| 10                  | Juan José Cobo      | Vlag van Spanje           | Fuji-Servetto       | + 10' 45"           |

## Nevenklassementen
| Puntenklassement | Puntenklassement   | Puntenklassement   | Puntenklassement | Puntenklassement |
| rang             | renner             | land               | ploeg            | punten           |
| ---------------- | ------------------ | ------------------ | ---------------- | ---------------- |
|                  | Alejandro Valverde | Vlag van Spanje    | Caisse d'Epargne | 80               |
| 2                | André Greipel      | Vlag van Duitsland | Team Columbia    | 74               |
| 3                | Robert Gesink      | Vlag van Nederland | Rabobank         | 68               |

| Bergklassement | Bergklassement     | Bergklassement     | Bergklassement | Bergklassement |
| rang           | renner             | land               | ploeg          | punten         |
| -------------- | ------------------ | ------------------ | -------------- | -------------- |
|                | David Moncoutié    | Vlag van Frankrijk | Cofidis        | 160            |
| 2              | David De La Fuente | Vlag van Spanje    | Fuji-Servetto  | 83             |
| 3              | Damiano Cunego     | Vlag van Italië    | Lampre         | 76             |

| Combinatieklassement | Combinatieklassement | Combinatieklassement | Combinatieklassement | Combinatieklassement |
| rang                 | renner               | land                 | ploeg                | punten               |
| -------------------- | -------------------- | -------------------- | -------------------- | -------------------- |
|                      | Alejandro Valverde   | Vlag van Spanje      | Caisse d'Epargne     | 9                    |
| 2                    | Robert Gesink        | Vlag van Nederland   | Rabobank             | 11                   |
| 3                    | Samuel Sánchez       | Vlag van Spanje      | Euskaltel-Euskadi    | 22                   |

| Ploegenklassement | Ploegenklassement | Ploegenklassement   | Ploegenklassement | Ploegenklassement |
| rang              | ploeg             | land                | tijd              |                   |
| ----------------- | ----------------- | ------------------- | ----------------- | ----------------- |
|                   | Xacobeo Galicia   | Vlag van Spanje     | 195u 15' 19"      |                   |
| 2                 | Caisse d'Epargne  | Vlag van Spanje     | + 20' 51"         |                   |
| 3                 | Astana            | Vlag van Kazachstan | + 27' 47"         |                   |

## Opgaves
- Svein Tuft (Garmin-Slipstream)

1e etappe ·
2e etappe ·
3e etappe ·
4e etappe ·
5e etappe ·
6e etappe ·
7e etappe ·
8e etappe ·
9e etappe ·
10e etappe ·
11e etappe ·
12e etappe ·
13e etappe ·
14e etappe ·
15e etappe ·
16e etappe ·
17e etappe ·
18e etappe ·
19e etappe ·
20e etappe ·
21e etappe
Startlijst · Eindstanden · Afbeeldingen
 winnaars · rode trui · 
 puntenklassement · 
 bergklassement · 
 combinatieklassement · 
 jongerenklassement · 
 ploegenklassement · 
 strijdlust

 Belgische leiderstruidragers · etappewinnaars

 Nederlandse leiderstruidragers · etappewinnaars
1935 · 1936 · 1937 · 1938 · 1939 · 1940 · 1941 · 1942 · 1943 · 1944 · 1945 · 1946 · 1947 · 1948 · 1949 · 1950 · 1951 · 1952 · 1953 · 1954 · 1955 · 1956 · 1957 · 1958 · 1959 · 1960 · 1961 · 1962 · 1963 · 1964 · 1965 · 1966 · 1967 · 1968 · 1969 · 1970 · 1971 · 1972 · 1973 · 1974 · 1975 · 1976 · 1977 · 1978 · 1979 · 1980 · 1981 · 1982 · 1983 · 1984 · 1985 · 1986 · 1987 · 1988 · 1989 · 1990 · 1991 · 1992 · 1993 · 1994 · 1995 · 1996 · 1997 · 1998 · 1999 · 2000 · 2001 · 2002 · 2003 · 2004 · 2005 · 2006 · 2007 · 2008 · 2009 · 2010 · 2011 · 2012 · 2013 · 2014 · 2015 · 2016 · 2017 · 2018 · 2019 · 2020 · 2021 · 2022 · 2023 · 2024 · 2025